# Michael Ben-David
Michael Ben-David (født 26. juli 1996) er en israelsk sanger. Han har repræsenteret Israel ved Eurovision Song Contest 2022 i Torino med sangen "I.M" og kom på en 13. plads i semifinal 2 og kvalificerede sig ikke til finalen.